# 粟田口吉光
粟田口吉光（1227年—1291年），日本镰仓时代著名的铸剑师。他与京都粟田口派铸剑师有关系。他因其铸造短剑的高超品質而闻名。其作品在日本上层人物中风靡一时。

## 作品
- 一期一振：太刀，粟田口吉光一生所鍛造的刀劍中唯一的太刀，現為日本皇室御物。
- 平野藤四郎：短刀，現為日本皇室御物。
- 厚藤四郎：短刀，國寶，因其刀身較厚而得名。國寶，現藏於日本東京國立博物館。[3]
- 後藤藤四郎：短刀，國寶，因由後藤庄三郎所有而得名。現藏於名古屋德川美術館。
- 秋田藤四郎：短刀，重要文化財，因由秋田実季所有而得名。
- 博多藤四郎：短刀，重要文化財，現藏於代代木刀劍博物館。
- 乱藤四郎：短刀，重要美術品，因其刀紋為亂刃而得名。現由日本刀剣博物技術研究財団所有。
- 骨喰藤四郎：從薙刀改為脇差，重要文化財，現藏於豐國神社。
- 鯰尾藤四郎：從薙刀改為脇差，因形似鯰魚尾巴得名，現藏於名古屋德川美術館。
- 前田藤四郎：短刀，重要文化財，因由加賀前田家所有而得名。
- 藥研藤四郎：短刀，因前主用它切腹失敗、將刀往牆角一扔卻刺穿鐵製藥研器具而得名，令「吉光的刀雖鋒利卻不會傷害主人」之名不脛而走。曾為織田信長不離身的愛刀，現下落不明。